# Parafia Matki Boskiej Różańcowej w Jędrzejewie
Parafia pw. Matki Bożej Różańcowej w Jędrzejewie - parafia należąca do dekanatu Trzcianka, diecezji koszalińsko-kołobrzeskiej, metropolii szczecińsko-kamieńskiej. Została utworzona 8 grudnia 1958. Siedziba parafii mieści się pod numerem 58.

## Miejsca święte

### Kościół parafialny
Kościół pw. Matki Bożej Różańcowej w Jędrzejewie
Kościół parafialny został zbudowany w 1905 roku w stylu neogotyckim.

### Kościoły filialne i kaplice
- Kościół pw. Chrystusa Króla w Średnicy
- Kościół pw. św. Moniki w Zielonowie